# Saranap
Saranap – jednostka osadnicza w Stanach Zjednoczonych, w stanie Kalifornia, w hrabstwie Contra Costa.